# Прљави Хари
Прљави Хари (енгл. Dirty Harry), или Шкорпион убија, амерички је неоноар акциони трилер, први део филмског серијала Прљави Хари. Главни режисер и продуцент филма је Дон Сигел. Главну улогу тумачи Клинт Иствуд као полицијски инспектор Сан Франциска, Хари Калахан.

## Радња филма
Убица психопата, касније назван „Шкорпион”, пуца у жену док плива у базену на крову. Иза себе оставља уцењивачко писмо са захтевом да му се плати 100.000 долара или ће наставити да убија људе. Писмо је пронашао инспектор полиције Сан Франциска, Хари Калахан. Градоначелник се удружује с полицијом како би пронашао убицу и прихвата његове захтеве упркос забринутости и неслагању инспектора Харија са захтевима убице.
Калаханову паузу за ручак прекида пљачка банке преко пута улице. Успева да упуца двојицу разбојника, а трећег успева да ухвати на нишану, терајући га да се преда ултиматумом који је постао једна од легендарних филмских сцена:
Знам шта мислиш: „Да ли је испалио шест хитаца или само пет?” Право да ти кажем, у свој овој гужви нисам обратио пажњу на то. Али с обзиром на то да је ово Магнум .44, најмоћнији пиштољ на свету који може да ти разнесе главу, мораш се запитати: „Да ли имам среће?” Па, имаш ли, битанго?— Хари Калахан
Калахан добија партнера новајлију, Чика Гонзалеза, упркос његовом противљењу сарадње са неискусним полицајцем. Убицу, Шкорпиона, примећује полицијски хеликоптер у близини цркве Светог Петра и Павла где је тражио нове жртве. Калахан и Чико не успевају да га пронађу и након помагања у спречавању самоубиства, они сазнају да је Шкорпион убио десетогодишњег дечака Афроамериканца.
На основу његовог уцењивачког писма, полиција сматра да је Шкорпионова следећа жртва католички свештеник. Полиција је поставила сачекушу где је убица први пут примећен. Шкорпион стиже на локацију, убија полицајца и бежи.
Следећег дана полиција добија још једно писмо од Шкорпиона. Тврди да је отео тинејџерку по имену Мери Дикон. Он прети да ће је убити ако му се не да откуп од 200.000 долара. Калахану је додељен задатак да испоручи новац и користи уређај за праћење тако да Чико може да га прати. Шкорпион наводи Калахана где треба да донесе новац. Сусрећу се на крсту Маунт Дејвидсон, где Шкорпион пребија Калахана и признаје да намерава да пусти Мери да умре. Чико успешно зауставља Шкорпиона да убије Калахана, али бива рањен у пуцњави. Калахан након тога убада ножем Шкорпиона у ногу. Убица бежи без откупнине и тражи лекарску помоћ.
Калахан сазнаје да је Шкорпион био у болници и лекар му открива да Шкорпион живи у соби на Кезар стадиону. Калахан тамо проналази и прати Шкорпиона и пуца му у ногу. Након тога тера Шкорпиона да призна где се налази Мери, али је она већ мртва. Окружни тужилац скида Калахана са случаја због његовог понашања и због тога што је незаконито присвојио доказе против Шкорпиона, што је на суду недопустиво, а Шкорпион бива пуштен на слободу. Запањен и огорчен, Калахан наставља сам да решава случај. Убица плаћа мушкарцу 200 долара да га жестоко претуче, а затим се јавно оглашава као жртва полицијског насиља.
Шкорпион краде пиштољ власнику продавнице и отима школски аутобус. Контактира полицију са још једним захтевом за откупнину који укључује лет са аеродрома Санта Роса. Калахан скаче на кров аутобуса са надвожњака. Након што Калахан истера Шкорпиона из аутобуса, убица бежи у оближњи каменолом и држи дечака као таоца. Пуцајући Шкорпиона у раме, Калахан понавља свој ултиматум о броју метака. За разлику од прошлог пута, Калахан има још један метак. Шкорпион посеже за пиштољем, али Калахан пуца и убија га. Калахан скида своју полицијску значку, баца је у оближњу воду и одлази.

## Улоге
- Клинт Иствуд — Хари Калахан
- Ендру Робинсон — убица (Шкорпион)
- Хари Гвардино — поручник Ал Бреслер
- Рени Сантони — Чико Гонзалез
- Џон Вернон — градоначелник Сан Франциска
- Џон Ларч — начелник полиције
- Џон Мичам — Френк Диђорђо
- Вудроу Парфри — Џафи
- Џозеф Сомер — Вилијам Ротко
- Меј Мерсер — Госпођа Расел
- Алберт Попвел — пљачкаш банке
- Лин Еџингтон — Норма Гонзалез
- Рут Кобарт — Марсела Плат
- Лоис Форакер — Мери
- Вилијам Патерсон — судија Банерман
- Дебрали Скот — Ен Мери Дикон